# Santopétar
Santopétar es una localidad española del municipio de Taberno, perteneciente a la provincia de Almería, en la comunidad autónoma de Andalucía.

## Historia
Hacia mediados del siglo XIX, el lugar era mencionado como una aldea del término jurisdiccional de Zurgena. Aparece descrito en el decimotercer volumen del Diccionario geográfico-estadístico-histórico de España y sus posesiones de Ultramar de Pascual Madoz de la siguiente manera:

SANTOPETAR: ald. en la prov. de Almeria, part. jud. de Huercalovera y térm. jurisd. de Zurgena.
(Madoz, 1849, p. 852)

En 2022, la entidad singular de población de Santopétar, perteneciente al municipio de Taberno, tenía empadronados 172 habitantes y el núcleo de población 114 habitantes.